# La Manga del Mar Menor
La Manga del Mar Menor är en ort i Spanien.   Den ligger i provinsen Murcia och regionen Murcia, i den sydöstra delen av landet, 400 km sydost om huvudstaden Madrid. La Manga del Mar Menor ligger 2 meter över havet och antalet invånare är 10 000.
Terrängen runt La Manga del Mar Menor är platt norrut, men åt sydväst är den kuperad. Havet är nära La Manga del Mar Menor åt nordost.  Närmaste större samhälle är Atamaría, 9,2 km sydväst om La Manga del Mar Menor. 